# Callicera rufa
Callicera rufa är en tvåvingeart som beskrevs av Theodor Emil Schummel 1841. Callicera rufa ingår i släktet bronsblomflugor, och familjen blomflugor. Inga underarter finns listade i Catalogue of Life.